# Forlì-Cesena megye
Forlì-Cesena megye (olaszul: Provincia di Forlì-Cesena, romanyol nyelven Pruvènza ed Furlè-Zisèna) Olaszország Emilia-Romagna régiójának egyik megyéje. Székhelye Forlì.

## Fekvése
Forlì-Cesena megye Rimini, Arezzo, Firenze, Ravenna, Ravenna, Rimini és Metropolitan City of Florence megyékkel határos.

## Községek(comuni)
- Bagno di Romagna
- Bertinoro
- Borghi
- Castrocaro Terme e Terra del Sole
- Cesena
- Cesenatico
- Civitella di Romagna
- Dovadola
- Forlimpopoli
- Forli
- Galeata
- Gambettola
- Gatteo
- Longiano
- Meldola
- Mercato Saraceno
- Modigliana
- Montiano
- Portico e San Benedetto
- Predappio
- Premilcuore
- Rocca San Casciano
- Roncofreddo
- San Mauro Pascoli
- Santa Sofia
- Sarsina
- Savignano sul Rubicone
- Sogliano al Rubicone
- Tredozio
- Verghereto